# Kumher
Kumher è una suddivisione dell'India, classificata come municipality, di 20.294 abitanti, situata nel distretto di Bharatpur, nello stato federato del Rajasthan. In base al numero di abitanti la città rientra nella classe III (da 20.000 a 49.999 persone).

## Geografia fisica
La città è situata a 27° 19' 0 N e 77° 22' 0 E e ha un'altitudine di 175 m s.l.m..

## Società

### Evoluzione demografica
Al censimento del 2001 la popolazione di Kumher assommava a 20.294 persone, delle quali 10.890 maschi e 9.404 femmine. I bambini di età inferiore o uguale ai sei anni assommavano a 3.794, dei quali 2.056 maschi e 1.738 femmine. Infine, coloro che erano in grado di saper almeno leggere e scrivere erano 10.869, dei quali 7.096 maschi e 3.773 femmine.